# Туилли, Кармен
Ка́рмен Бет Туи́лли (англ. Carmen Beth Twillie; 8 апреля 1950, Плайя дель Рей, Лос-Анджелес, Калифорния, США) — американская певица

, актриса

 и педагог по вокалу.

## Карьера
Она давний друг Томми Моргана и появилась в качестве приглашенной солистки с хором Моргана. Она также является бэк-вокалисткой, появившись в нескольких альбомах, выпущенных такими артистами, как Селин Дион и Уитни Хьюстон.
Она работала с Pink Floyd во время записи их альбома 1987 года, «A Momentary Lapse of Reason», предоставляя дополнительные голоса.
Она известна тем, что исполнила песню Элтона Джона и Тима Райса «Circle of Life» в начале диснеевского мультфильма «Король Лев» в 1994 году. В 1995 году Туилли стала лауреатом премии «Грэмми» в номинации «Лучшая инструментальная композиция с сопровождающимся вокалом» за эту работу.
Она исполнила женскую партию Стормеллы в мультфильме «Оленёнок Рудольф» в 1998 году, и она была вокалисткой в «Коты не танцуют».

## Избранная фильмография
| Год  |    | Русское название                         | Оригинальное название                         | Роль                                      |
| ---- | -- | ---------------------------------------- | --------------------------------------------- | ----------------------------------------- |
| 1991 | ф  | Гангстеры                                | Mobsters                                      | блюз-певица                               |
| 1993 | мф | Кошмар перед Рождеством                  | The Nightmare Before Christmas                | Девушка под водой / человек под лестницей |
| 1994 | мф | Принцесса-лебедь                         | The Swan Princess                             | Хористка                                  |
| 1994 | с  | Моя так называемая жизнь                 | My So-Called Life                             | Церковная хористка                        |
| 1995 | ф  | Вампир в Бруклине                        | Vampire in Brooklyn                           | Певица                                    |
| 1997 | мф | Красавица и Чудовище: Чудесное Рождество | Beauty and the Beast: The Enchanted Christmas | Хористка                                  |
| 1998 | мф | Все псы празднуют Рождество              | An All Dogs Christmas Carol                   | Имя персонажа неизвестно                  |
| 2004 | мс | Джонни Браво                             | Johnny Bravo                                  | «Горячая» малышка № 2                     |
| 2004 | с  | Клиент всегда мёртв                      | Six Feet Under                                | певица, исполняющая «O Happy Day»         |
| 2006 | мс | Ох уж эти детки!                         | Rugrats                                       | Хористка                                  |
| 2007 | мф | Уловки Норбита                           | Norbit                                        | Участница хора                            |
| 2007 | ф  | Лицензия на брак                         | License to Wed                                | Участница Хора Святого Августина          |
| 2007 | мс | Чаудер                                   | Chowder                                       | Поющий боб № 2                            |